# Oakhurst (Texas)
Oakhurst é uma cidade localizada no estado norte-americano de Texas, no Condado de San Jacinto.

## Demografia
Segundo o censo norte-americano de 2000, a sua população era de 230 habitantes.

## Geografia
De acordo com o United States Census Bureau tem uma área de
4,1 km², dos quais 4,1 km² cobertos por terra e 0,0 km² cobertos por água. Oakhurst localiza-se a aproximadamente 117 m acima do nível do mar.

## Localidades na vizinhança
O diagrama seguinte representa as localidades num raio de 24 km ao redor de Oakhurst.